# Richard Mullane
Richard Michael Mullane, detto Mike (Wichita Falls, 10 settembre 1945), è un ex astronauta statunitense. Ha partecipato alle missioni spaziali Shuttle STS-41-D, STS-27 e STS-36 come specialista di missione.